# Asterocheres violaceus
Asterocheres violaceus är en kräftdjursart som först beskrevs av Claus 1889.  Asterocheres violaceus ingår i släktet Asterocheres, och familjen Asterocheridae. Arten är reproducerande i Sverige.